# Tadrart Rojo
El Tadrart  rouge (que significa "Montaña Roja"),  Tadrart Rojo, Tadrart del sur, Tadrart argelino  o Tadrart  Meridional  es una cadena montañosa del sureste de  Argelia, que forma parte del Sáhara argelino. El área tiene una rica variedad rica de arte rupestre.

## Geografía
El Tadrart Rojo tiene aproximadamente 15–30 km de largo  y 150 km a lo largo  de la prolongación  sur del libio Tadrart Acacus en Argelia que se extiende hasta la frontera de Níger. Principalmente compuesto de arenisca,  enlaza con el Tassili n'Ajjer en el  noroeste y con el  Djado en el  sureste. La sierra está rota por un drenaje fosilizado orientado de oeste a este  por unas profundas gargantas . En el  uadi Djaren la desembocadura en  el  mar de dunas de Tin Merzuga, es la más importante . La sierra tiene su elevación máxima de 1,340 m  en su  extremo sur a unos 160 km al sureste de Djanet. 

La erosión ha formado un gran número de arcos naturales.  El área es muy conocida por los espectaculares campos de dunas de arena de color rojo anaranjado que contrastan con las formaciones rocosas irregulares de color rojo oscuro de la cordillera. 

Paisajes en el Tadrart Rojo
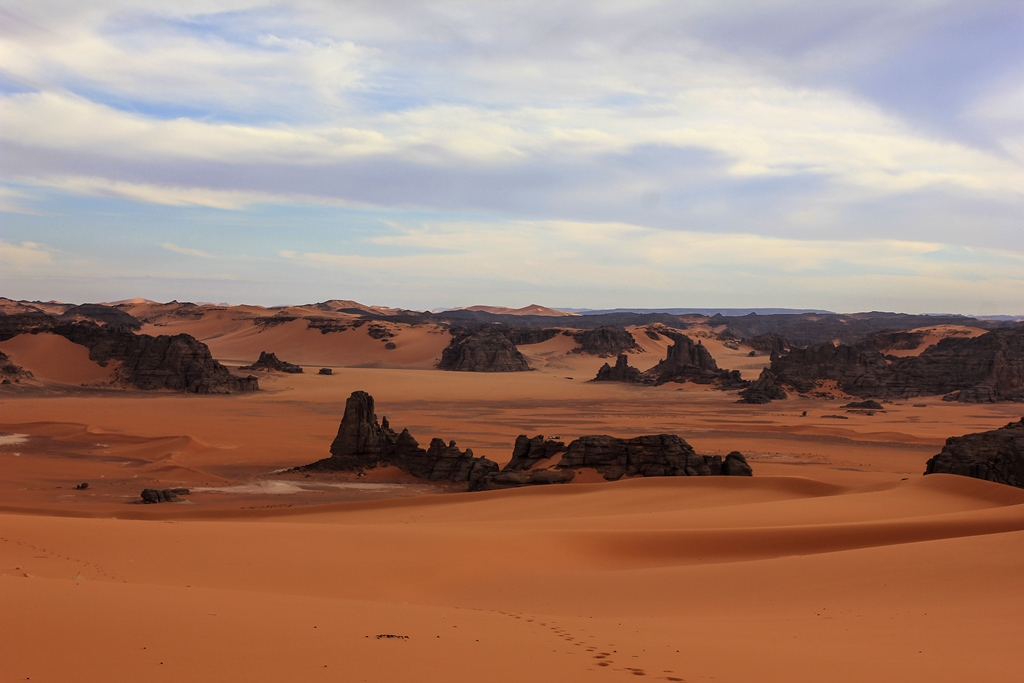
Pendientes orientales con sus dunas de arena características
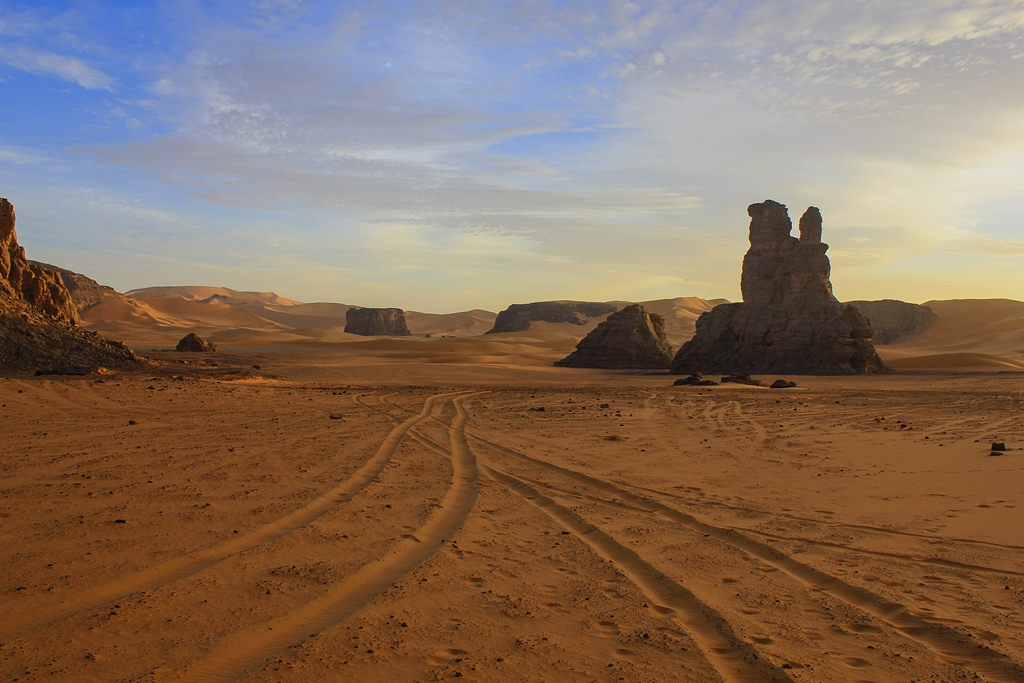
Moul n'Aga
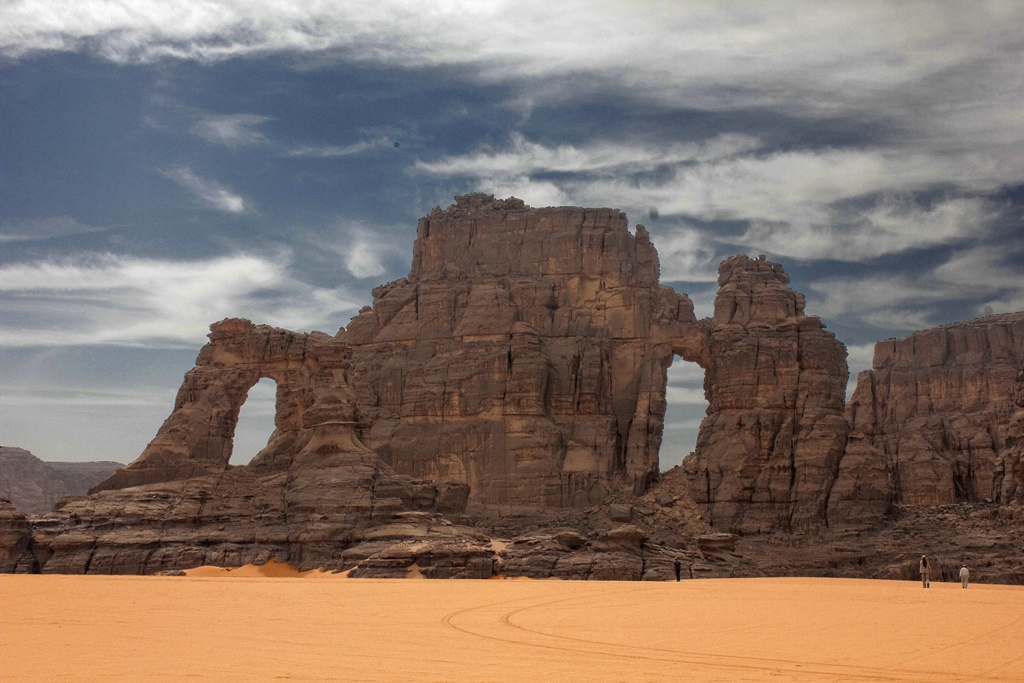
Ventanas naturales en la formación rocosa La Catedral

## Paleoclimatología
El Tadrart Rojo es hoy un lugar seco y duro sin  casi ninguna precipitación. Pero durante el periodo húmedo africano en la zona  hubo  lluvias y estuvo cubierto por una  vegetación de sabana muy adecuada  para la vida humana y animal.

## Arte rupestre
El Tadrart rojo tiene un magnífico arte rupestre sahariano que cubre un largo  periodo cronológico desde el Neolítico temprano a tiempos recientes.  En las paredes y en los refugios rocosos  del  uadi  aparecen distribuidas muchas  pinturas rupestres  y grabados , documentando el cambio de clima de la zona  que evoluciona desde una sabanas de hace 10,000 años a un desierto de hace 5,000 años.

El arte rupestre cambió con el tiempo de la fauna salvaje con elefantes, rinocerontes, jirafas, antílopes y  bóvidos salvajes a animales domesticados como bóvidos,  ovicapridos, caballos y finalmente camellos.

Arte rupestre del Tadrart Rojo
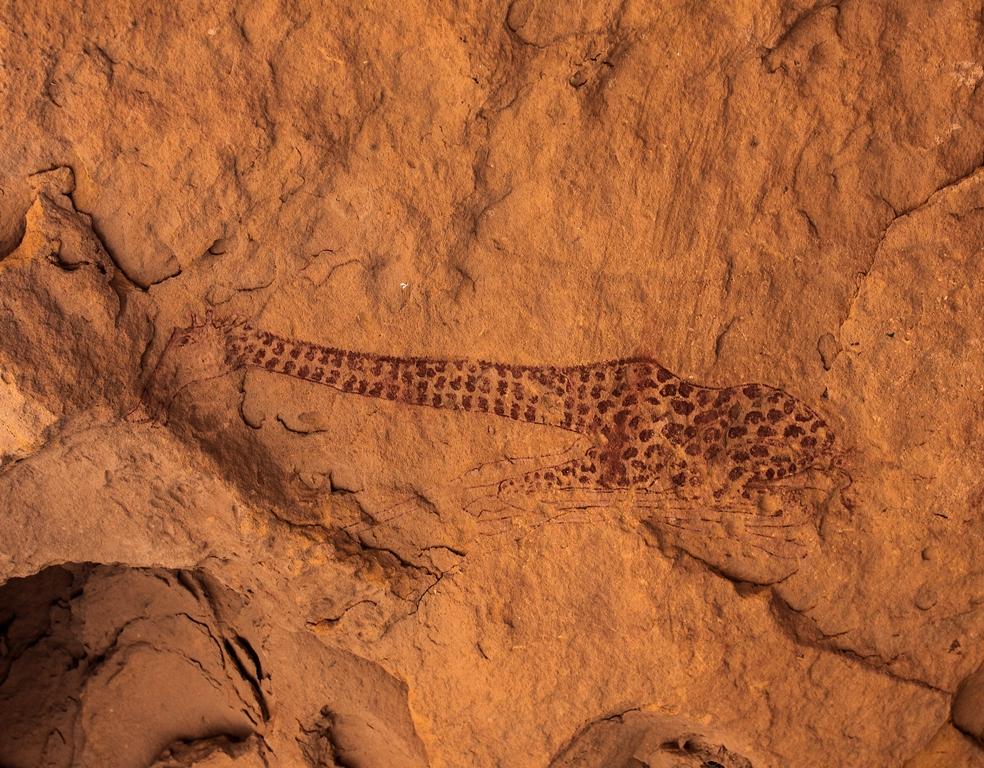
Jirafa pintada con ocelos rojos
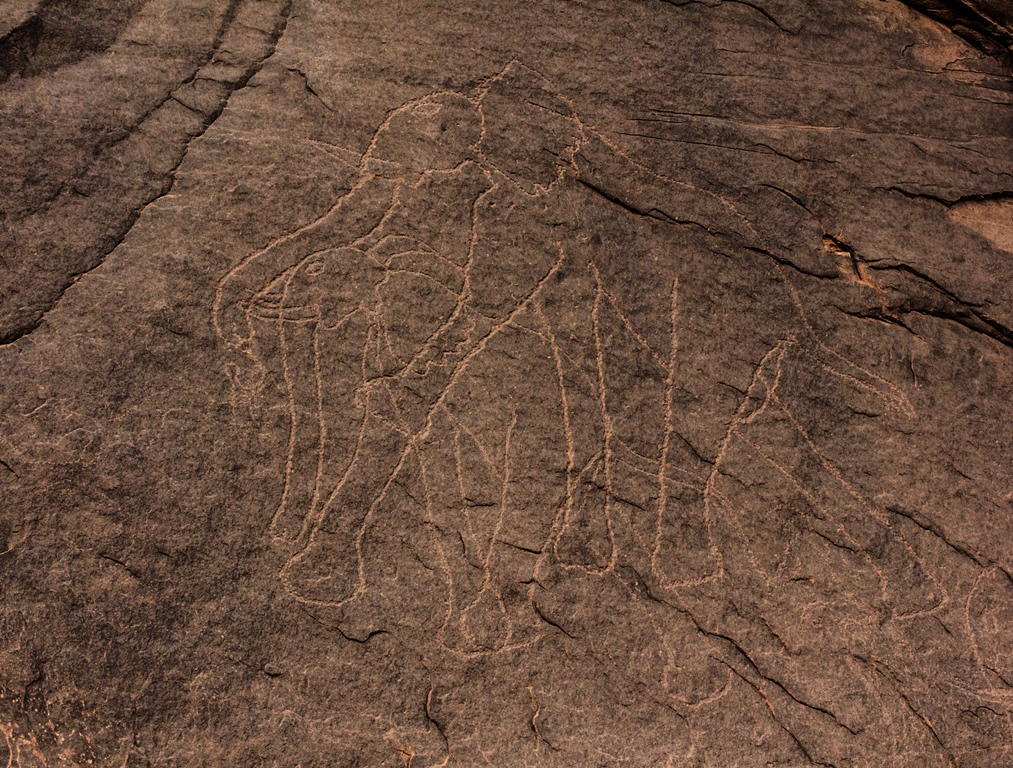
Un rebaño de elefantes
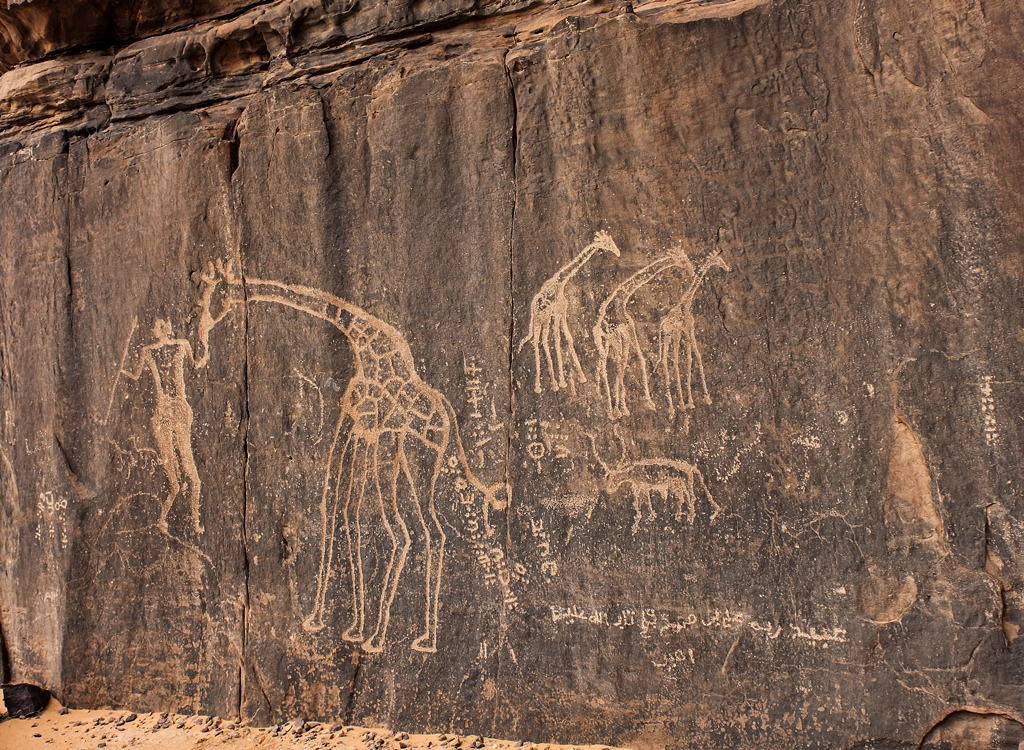
Cazador con jirafas; e inscripciones en tifinag y en árabe
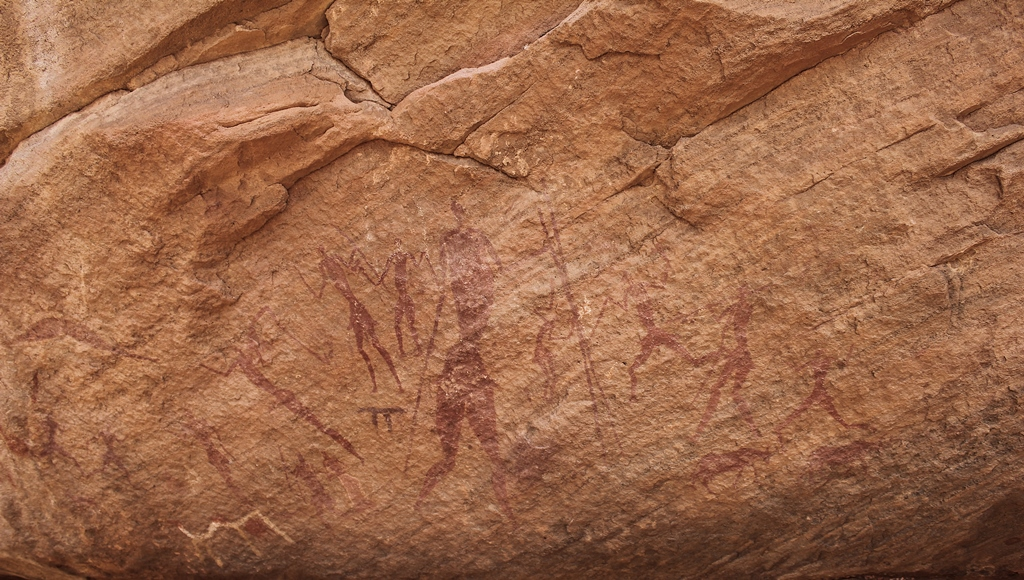
Hombres con palos
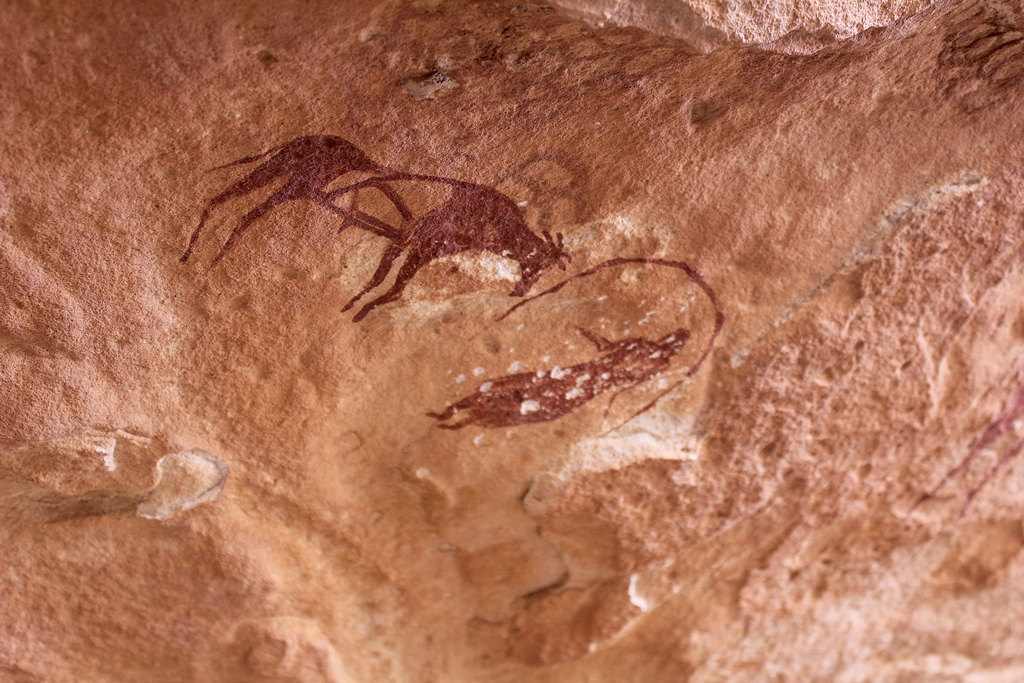
Ganado con mujer
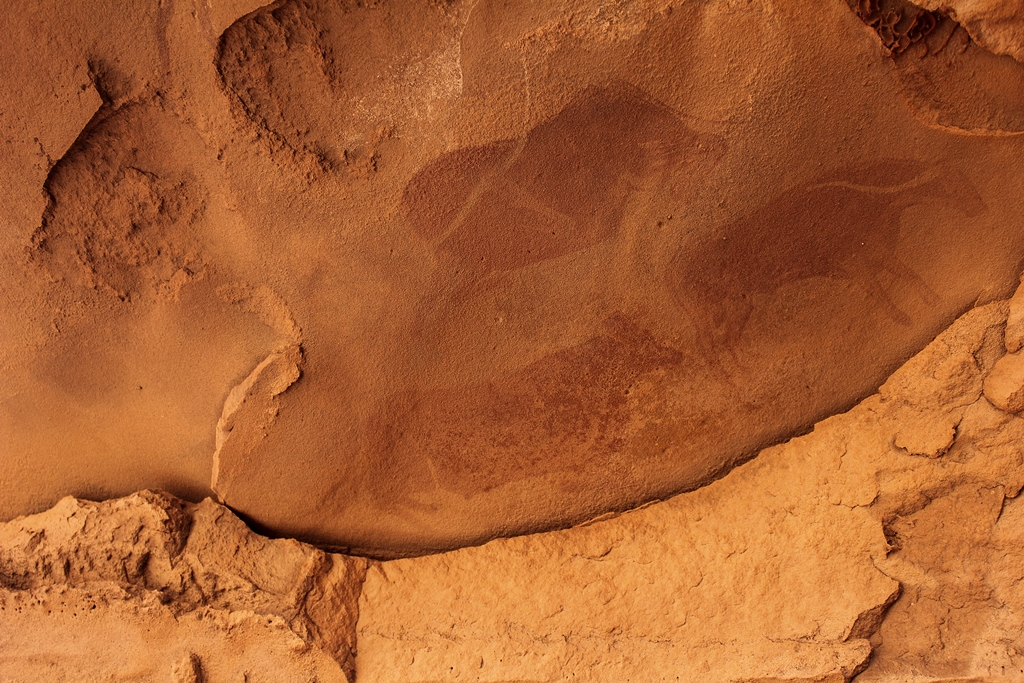
Fauna salvaje
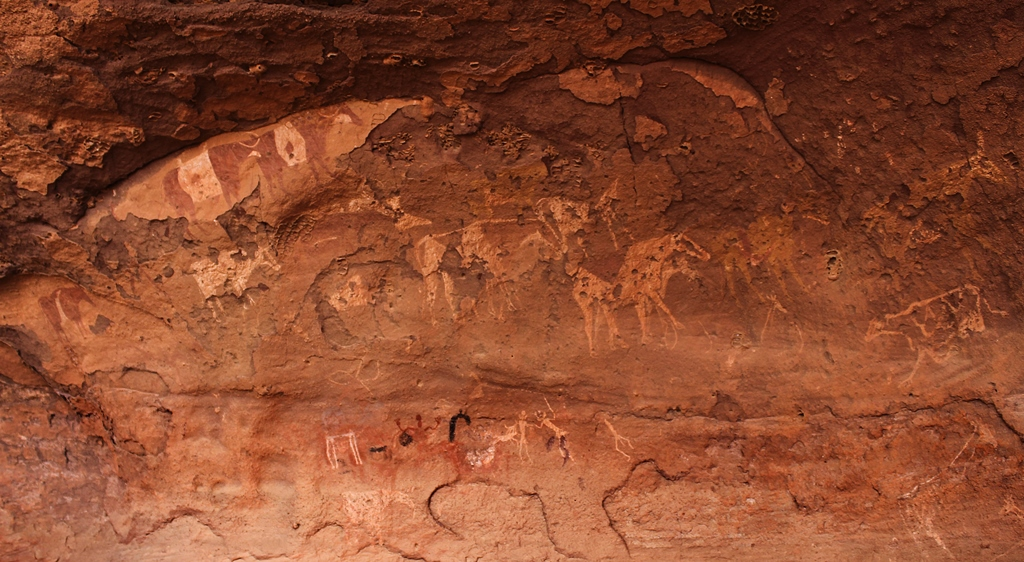
Ganado y escenas pastoriles
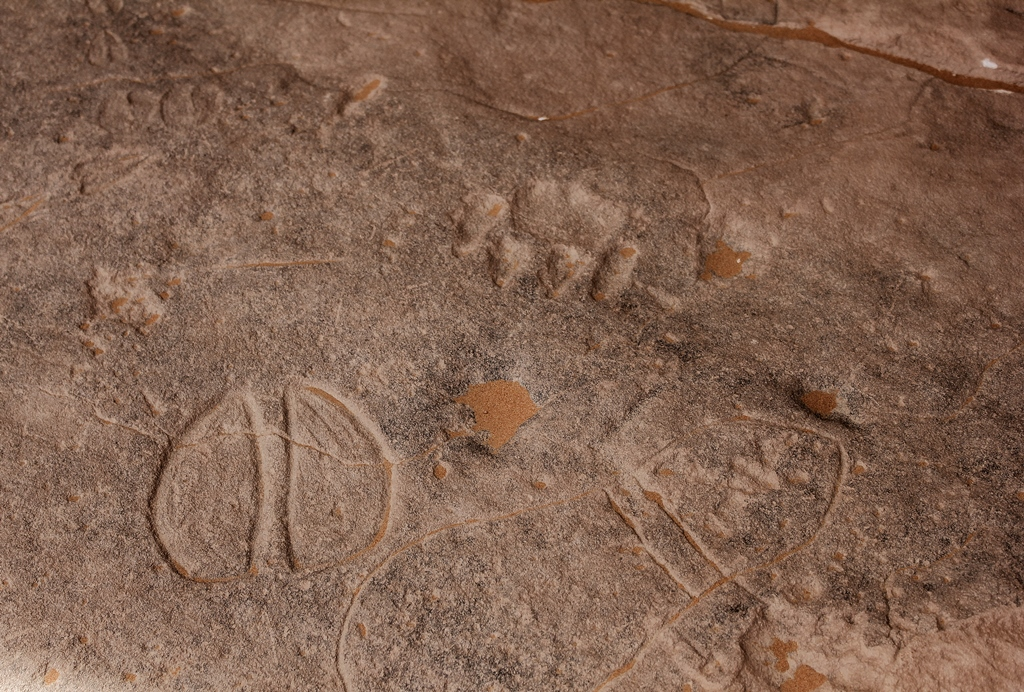
Huellas animales
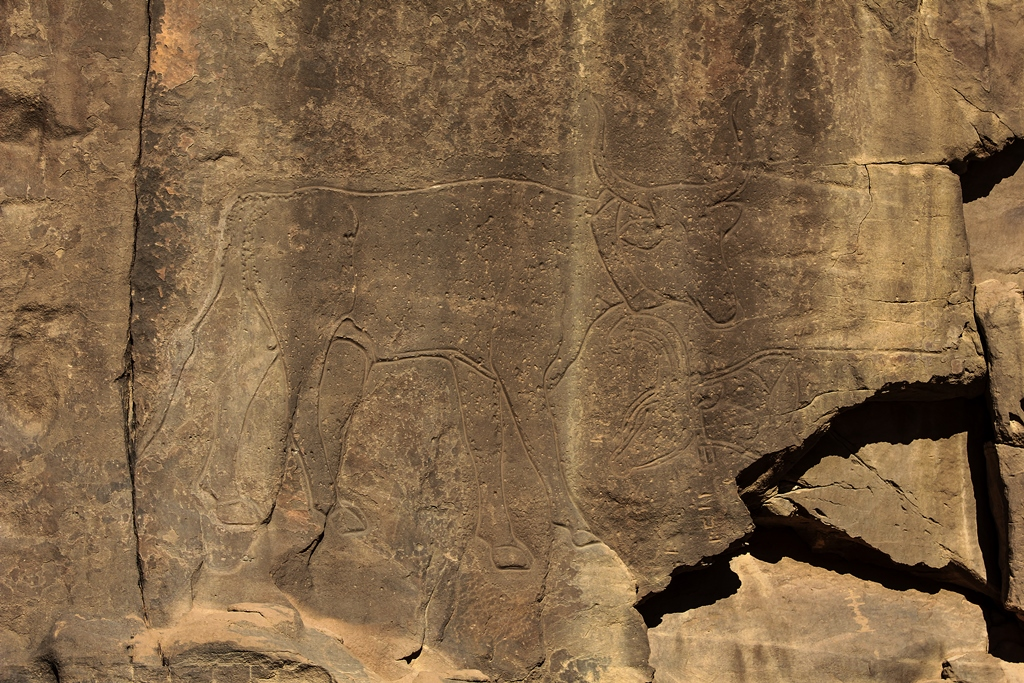
Ganado